# Антон Гофрайтер
Антон Герхард «Тоні» Гофрайтер (нім. Anton Gerhard „Toni“ Hofreiter; нар. 2 липня 1970, Мюнхен, ФРН) — депутат німецького Бундестагу з 2005 року. З 2013 по 2021 рік він був головою парламентської групи Зелених разом з Катрін Ґерінґ-Екардт. З 2021 року він є головою Комітету у справах Європейського Союзу. Окрім своїх обов'язків у цьому комітеті, він є членом німецької делегації у франко-німецькій парламентській асамблеї з 2022 року.
12 квітня 2022 року, відразу після початку російської агресії проти України Гофрайтер як голова Комітету у справах Європейського Союзу, разом із Міхаелем Рот (СДП, голова Комітету закордонних справ ФРН, та Марі-Аґнес Штрак-Циммерманн (ВДП, голова Комітету оборони ФРН), як перші високопоставлені представники Бундестагу відвідали Львів. Там вони провели переговори з кількома високопоставленими представниками українського парламенту, відвідали лікарню з пораненими на війні та зруйнований Росією нафтопереробний завод.